# Estafa romántica

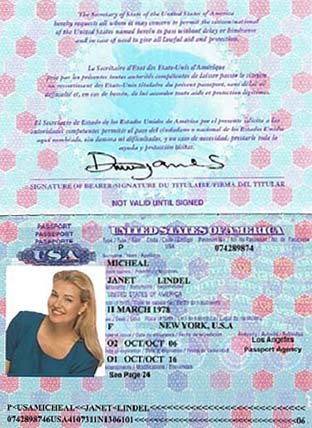
Este pasaporte falsificado se usó en una estafa romántica real en Internet. El engaño puede ser obvio para los observadores, por ejemplo, la foto del pasaporte no cumple con las normas de tamaño o pose, pero las víctimas suelen pasar por alto estos signos.

Una estafa romántica consiste en fingir que existen intenciones románticas con la víctima, ganándose de este modo el afecto de la víctima y después utilizar esta buena voluntad para que la víctima envíe le envíe dinero al estafador bajo pretextos falsos para cometer un fraude con la víctima. Estos actos fraudulentos pueden ser el acceso al dinero, a las cuentas bancarias, a las tarjetas de crédito, pasaportes, cuentas de correo electrónico o números de identificación nacional de la víctima. También puede darse que se obligue a las víctimas a cometer fraude financiero en su nombre.
Este tipo de estafas normalmente son realizadas por organizaciones criminales que trabajan juntas para conseguir dinero de múltiples víctimas a la vez.
La estafa romántica supone una pérdida de dinero al año mayor que la de otras tipologías de estafas.

## Robo de Imágenes
Los estafadores románticos crean perfiles en la red en los que utilizan fotografías robadas de personas atractivas para que de este modo otras personas se comuniquen con ellos. Esto se conoce como catfishing. En muchas ocasiones se utilizan imágenes de personas famosas como actrices o de modelos que no son conocidas para que la víctima crea que está hablando con esta persona. A veces también se suplanta a miembros del ejército de Estados Unidos, ya que, el hecho de que la persona esté sirviendo en el ejército es una explicación válida y más creíble del porque el estafador no está disponible para quedar con la víctima en persona. 
De hecho en muy pocas ocasiones se da un encuentro cara a cara entre víctima y estafador ya que estos no se parecen físicamente a las fotos que utilizan y que le envían a la víctima. Engañan a las víctimas con excusas que aparentemente son creíbles sobre el hecho de no poder enseñar sus caras como que están de viaje o que tienen la cámara web rota en el caso de las videollamadas.

## Víctimas
Engañar a la víctima
Los estafadores son expertos en saber cómo pueden “jugar” con sus víctimas. Estos envían poemas de amor, juegos sexuales por correo electrónico, y poco a poco construir una “reacción amorosa” con muchas promesas como “algún día nos casaremos”. 
La comunicación entre estafador y víctima se intercambia de manera evolutiva durante un periodo de tiempo hasta que el estafador cree que ha creado una conexión con la víctima lo suficientemente fuerte como para pedirle dinero. El estafador se aprovecha de la falsa sensación de relación romántica de las víctimas para atraerlas y enviar dinero. 
Las solicitudes de dinero pueden ser para gasolina, tickets de autobús o avión para visitar a la víctima, gastos médicos o para algún tipo de educación. Normalmente también existe una promesa de que el estafador se reunirá con la víctima en su casa algún día. 
En algunos casos más extremos se invita a la víctima a viajar al país del estafador donde las víctimas terminan siendo agredidas, robadas o incluso asesinadas. Pero la estafa generalmente termina cuando la víctima se da cuenta de que está siendo estafada o deja de enviar dinero.  
Problemas que genera en las víctimas
La estafa de romance online es la más común y con más víctimas en el mundo en redes sociales y plataformas de citas. Y esta es capaz de afectar a cualquier persona, de cualquier edad o tipo de educación.
Uno de los grandes problemas en esta tipología delictiva es el hecho de que, para las víctimas, más que el daño financiero, el dolor más grande es el hecho de perder a alguien en quienes confiaban y consideraban diferente, con la que incluso afirman que sentían una conexión real. Y, por tanto, que la pérdida emocional es más traumática que la de carácter económico, ya que es muy difícil imaginarse que la persona con la que habían establecido este vínculo sea capaz de hacer algo así.
Algunas de ellas relatan que cuando las cantidades de demanda de dinero cada vez son más y más altas se plantean que pueda estar pasando pero deciden seguir creyendo un poco más dado que si la persona resulta ser un estafador se siente como una lavada de cerebro.
Además de pedir préstamos bancarios, en muchas ocasiones las víctimas utilizan sus ahorros para mandar el dinero al estafador, lo que hace que, pueden perder todo lo que tienen y eso les deja en una situación aún más vulnerable y por la cual su sentimiento de culpa es peor.
En la tipología del chantaje sexual, aunque son pocos los que pasan por esto, cuando ocurre, la víctima es abusada sexualmente a través del cibersexo.

## Grupos criminales
Las redes criminales o “criminal network” también defraudan a personas solitarias de todo el mundo con las promesas falsas de amor y romance. Los estafadores publican sus perfiles en sitios webs de citas, redes sociales, sitios clasificados e incluso foros en línea. A pesar de que ese es el medio inicial el estafador intenta que posteriormente mantengan el contacto por otro método más privado como el número de teléfono o el correo electrónico para establecer una confianza con la víctima.
Dado que se trata de un trabajo en grupo cualquiera de las personas que lo conforman puede estar en línea manteniendo contacto con la víctima en cualquier momento. Existe una rotación entre los estafadores que se afirman en ser la misma persona ya que en mensajes de texto es mucho más difícil de detectar que cara a cara, videollamada o llamada telefónica donde sería mucho más fácil darse cuenta. 

## Impacto
En España, como en otros tantos países, el uso de apps como Tinder se ha extendido de una manera considerable en los últimos años hasta el punto de que ya es una de las formas principales de conocer a personas y de establecer con ellas posibles relaciones, de hecho el 13% de la población utiliza estas aplicaciones de citas que movieron 41 millones de dólares solo en este país.
Por ello los delitos de estafa romántica se posicionaron en el segundo puesto en cuanto a las pérdidas económicas en el año 2021 y, generando un beneficio a los estafadores de hasta 600 millones de euros solo en España, superando la cifra de los 500 millones de dólares que pertenecía al año 2020.

## Datos demográficos

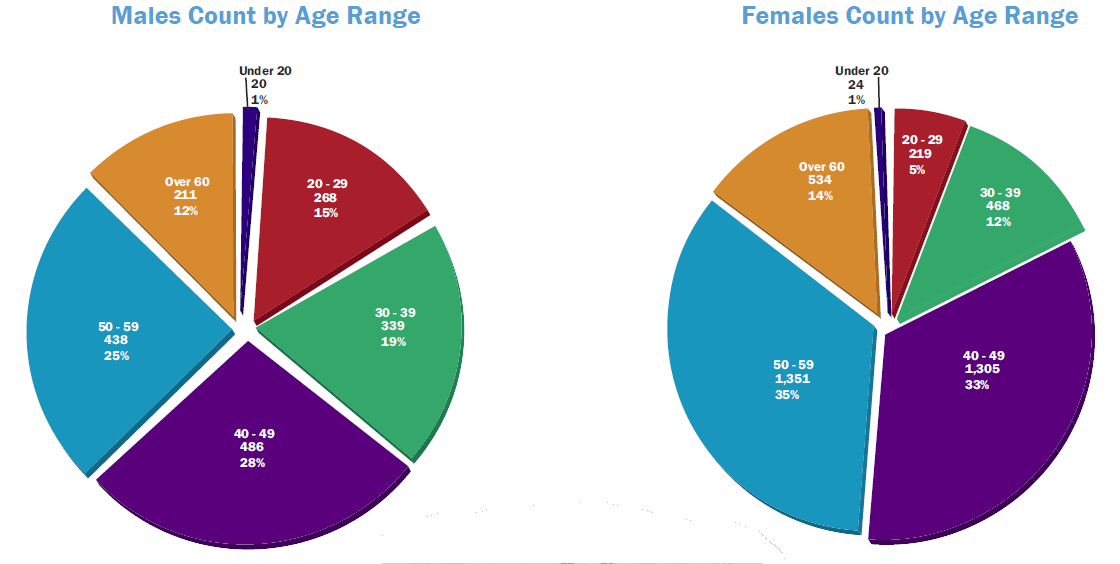
Datos demográficos de género y edad de las víctimas de estafas románticas en línea en 2011

El objetivo más común suelen ser las personas mayores dado que lo que suele interesar es el dinero y puede ser más probable que estos tengan activos, fondos de jubilación o viviendas para poder robarlos.
Según un estudio de la Sociedad Británica de Psicología, las personas sensibles son más vulnerables a las estafas de citas online. 

## Narrativas
Las narrativas utilizadas para extraer el dinero de las víctimas de esta tipología de estafas incluyen las siguientes:
- Decir que necesitan dinero de la víctima para pagar un pasaporte[15]
- Decir que un familiar/cónyuge o las autoridades de inmigración, les retiene en su país de origen en contra de su voluntad y necesitan dinero para el vuelo o para el soborno en el caso de las autoridades para poder salir.
- Decir que se les han incautado objetos de mucho valor en las aduanas y necesitan dinero para poder pagar impuestos para poder recuperarlos y reunirse con la víctima.[8]
- Decir que necesitan dinero para reunirse con la víctima en su país, después de conocerse en un sitio de citas online.[5][8]
- Decir que están retenidos en contra de su voluntad por no pagar una factura.[5]
- Decir que necesitan dinero para pagar las facturas del hospital.[5]
- Decir que para poder seguir comunicándose con la víctima, necesita dinero para pagar la factura del teléfono.
- Decir que necesitan del dinero para un tratamiento médico urgente de la persona estafadora o de los padres de la misma.[5]

### Chantaje sexual

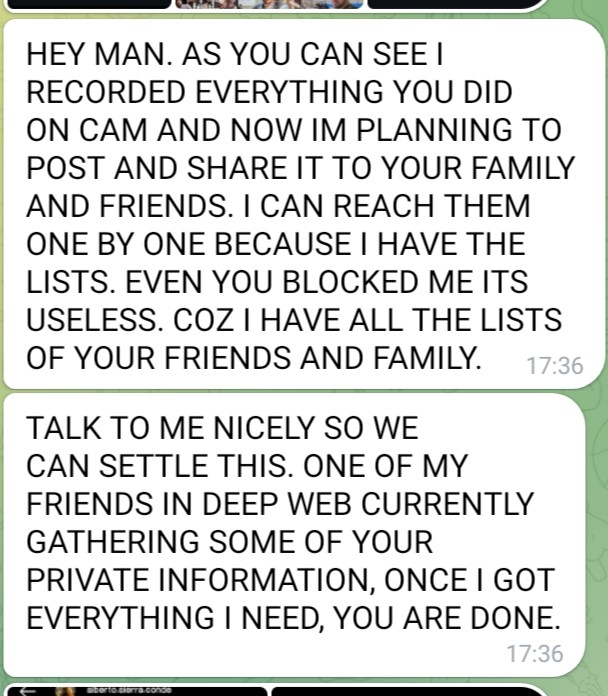
Ejemplo de conversación con estafadores, una vez indican a la víctima que se trata de un fraude.

Algunos de estos estafadores buscan a víctimas con algún fetiche oscuro y les mienten diciéndoles que si les pagan el billete de avión podrán reunirse y cumplir esta fantasía sexual con ellos. Otros optan por atraer víctimas en redes sociales y apps de citas (Tinder, Grindr o Bumble), indicando que solo usan dichas aplicaciones como nexo de unión, para remitirles a perfiles de otras redes como Instagram o Telegram, a través del cual realizan videollamadas con la víctima, la cual es grabada sin su conocimiento, en actitud o acciones comprometidas. Posteriormente, se le muestran dichas capturas para extorsionarles a cambio de no enviárselo a familiares, amigos o compañeros de trabajo, consiguiendo piratear la cuenta de la víctima y teniendo acceso a toda su lista de seguidores.

### Pro-daters
El pro-dater es distinto en el método de operación: Se trata de una reunión cara a cara entre el estafador y la víctima en el país del estafador, pero esta tiene el propósito de manipular a la víctima para que gaste la mayor cantidad de dinero posible en un tiempo relativamente corto. Esto se da ya que involucra a cómplices como intérpretes o taxistas que serán pagados por la víctima a un precio muy alto. Todo está montado de modo que la víctima, que usualmente tiene dinero, pague alojamiento o restaurantes muy caros. De manera que es manipulado para hacer varias compras elevadas, incluyendo regalos para el estafador como productos electrónicos.
En este caso los vendedores sueles estar compinchados de manera que, una vez que la víctima se ha marchado todos los regalos y obsequios que esta le ha regalado al estafador son devueltos a los vendedores y todos cogen su parte del dinero. De modo que el ciclo vuelve a empezar con el próximo extranjero rico.
Cuando la víctima se va, la supuesta relación no va a más, excepto para bombardear a la víctima con más solicitudes de dinero. A diferencia del gold digger o buscador de oro, que se casa por dinero, estos no deben de estar necesariamente solteros o disponibles en la vida real. 

### 419 scams
Main article: Advance-fee scam
Otro tipo de estafas románticas son aquellas que se dan cuando la persona estafadora explica a la víctima que ha heredado una fortuna pero solo puede cobrar si se casa. Comúnmente son mujeres quienes se ponen en contacto con la víctima ya que la herencia ya que es requisito del padre, el tío o el abuelo que se contraiga matrimonio para poder acceder a la herencia. 
La persona estafadora convence a su víctima de que su amor es sincero y cuando ha conseguido establecer una relación suficiente entonces le pide una cantidad alta de dinero para ayudar a llevar el oro recibido de la herencia al país de la víctima. Esta se ofrecerá a viajar al país de la vícyima para que esta se asegure de que es una persona real pero esta nunca llega. Cuando la víctima contacte para saber que ha pasado se le pondrá una excusa como una enfermedad, suya o de un familiar o que no ha podido obtener un visado necesario. 

### Suplantación de personal militar
Esta técnica de hacerse pasar por personal militar, sobre todo estadounidense, ha crecido muy rápido. Se utilizan imágenes, nombres y perfiles de soldados por parte de los estafadores, ya que esto suele inspirar seguridad, confianza y admiración en las víctimas. Las relaciones públicas militares suelen publicar información sobre soldados sin mencionar familiares o datos sobre su vida personal, lo que facilita a los grupos de delincuentes organizados en Internet a poder operar con esta información e imágenes desde cualquier parte del mundo. 
Los estafadores utilizan el argumento de que se sienten solos, también argumentan que mantienen un orfanato con su dinero o que necesitan asistencia financiera ya que, dado que se encuentran en zona de combate no pueden acceder a su propio dinero. En este caso el dinero siempre se envía a un tercero, que en ocasiones es real y en otras es ficticio, para que lo cobre el estafador. Es muy útil para esta tipología de estafas que en Western Union y MoneyGram, como entidades de envío de dinero, no es necesario que se muestre una identificación cuando se envía el dinero si se usa una frase secreta y una respuesta. Una vez realizado esto el dinero ya se puede recoger en cualquier parte del mundo. En algunas ocasiones, algunos estafadores pueden solicitar Bitcoin como método de pago alternativo.

## Casos
- Uno de los casos más conocidos de este tipo de estafas es el caso de Simon Leviev, un estafador israelí que estafaba a mujeres asumiendo la identidad del hijo del magnate de los diamantes Lev Leviev y a través de la aplicación de citas, Tinder, se ponía en contacto con las mismas para que le prestaran dinero que nunca devolvía. Este utilizaba objetos lujosos y regalos, cenas y jets privados, que pagaba a través del dinero de otras mujeres estafadas, para enamorarlas y encantarlas.[21] Seguidamente, les decía que le atacaban los enemigos que fingía tener, que éstos habían atacado a sus guardaespaldas y finalmente les pedía dinero para poder ayudarlo, las cuales habitualmente debían pedir préstamos y tarjetas de créditos para poder “ayudarle”.[6] Y de nuevo usaba este dinero para nuevas víctimas entrando en un círculo interminable. En ocasiones les enviaba documentos falsos a sus víctimas conforme les había pagado a través de transferencias bancarias falsas.[6]  Este caso fue tan famoso que Netflix lanzó un documental en el año 2022 con el nombre de The Tinder Swindler (o El estafador del Tinder en español) después de la publicación de un artículo titulado con el mismo nombre en 2019, que fue con lo que se hizo conocido este caso.
- En España se han dado dos casos importantes. El primero, en la operación “Románticos”, en febrero de 2023 se detuvo a dos personas en Alicante por una estafa de 57.000 euros por esta tipología de ciberdelito donde la víctima relató que conoció a un hombre por una aplicación y estuvieron hablando más de un año, 14 meses, a través de chat por sus números de teléfono, donde hubo mucha insistencia por parte de la víctima de conocerse en persona pero el estafador evadía el encuentro mediante excusas.[8] Este fingía ser de las Fuerzas y Cuerpos de Seguridad del Estado para transmitir más confianza y estuvo pidiéndole ayuda económica, incluso fingiendo ser el hijo de este, y la víctima le realizó transferencias durante 8 meses, llegando a sumarla cantidad de 57.000 euros que posteriormente los estafadores, la retiraban en efectivo para blanquearla.[8]
- El segundo caso español es el de Albert Cavallé, quien fue condenado también en febrero de 2023 a dos años y tres meses de cárcel por estafar a seis mujeres recaudando un total de 68.500 euros a través de aplicaciones como Tinder y Badoo.[4] Este se hacía pasar por distintas profesiones como abogado, inversor, cirujano o incluso fingía ser el hijo de millonarios de una clínica de Barcelona, todo con el fin de fingir una estabilidad económica.[4]
- El crimen de Morata de Tajuña, de la Comunidad de Madrid, supuso la muerte de tres ancianos hermanos: Amelia, Ángeles y José Gutierrez Ayuso en la mañana del 17 de diciembre de 2023. El autor confeso del crimen, Dilawar Hussein F, era prestamista de los ancianos, que habían contraído una deuda con él de 60.000 €, tras haber sido víctimas a su vez de una estafa del amor de hasta 263.000 € por un periodo de más de seis años [22][23]   Las hermanas jubiladas, con una pensión y diversas propiedades habían sido convencidas y envueltas en una progresiva estafa romántica que les llevó a endeudarse con gran parte de la vecindad y finalmente con el autor del crimen, que tras vender su locutorio se instaló en la misma casa de las hermanas para ir cobrándose parte de su deuda. Las hermanas estaban convencidas de que dos apuestos militares estadounidenses estaban perdidamente enamorados de ellas. Según un agente de la Unidad de Ciberdelincuencia de la policía española:

Embaucan escribiendo a sus víctimas cada mañana, al mediodía enviando una canción, a media tarde diciéndoles que no pueden vivir sin ellas, por la noche les desean dulces sueños. Luego empiezan a pedir dinero, contando que tienen un problema que en cuanto lo resuelvan lo devolverán todo, y con intereses.